# وورسيستر
وورسيستر هي بلدة، في جنوب أفريقيا، تقع في Breede Valley Local Municipality ‏، هي عاصمة Breede Valley Local Municipality ‏، وCape Winelands District Municipality ‏، بلغ عدد سكانها 97,098 نسمة وذلك حسب إحصائيات سنة 2011، رمزها البريدي هو 6850، و6849.

## معرض صور

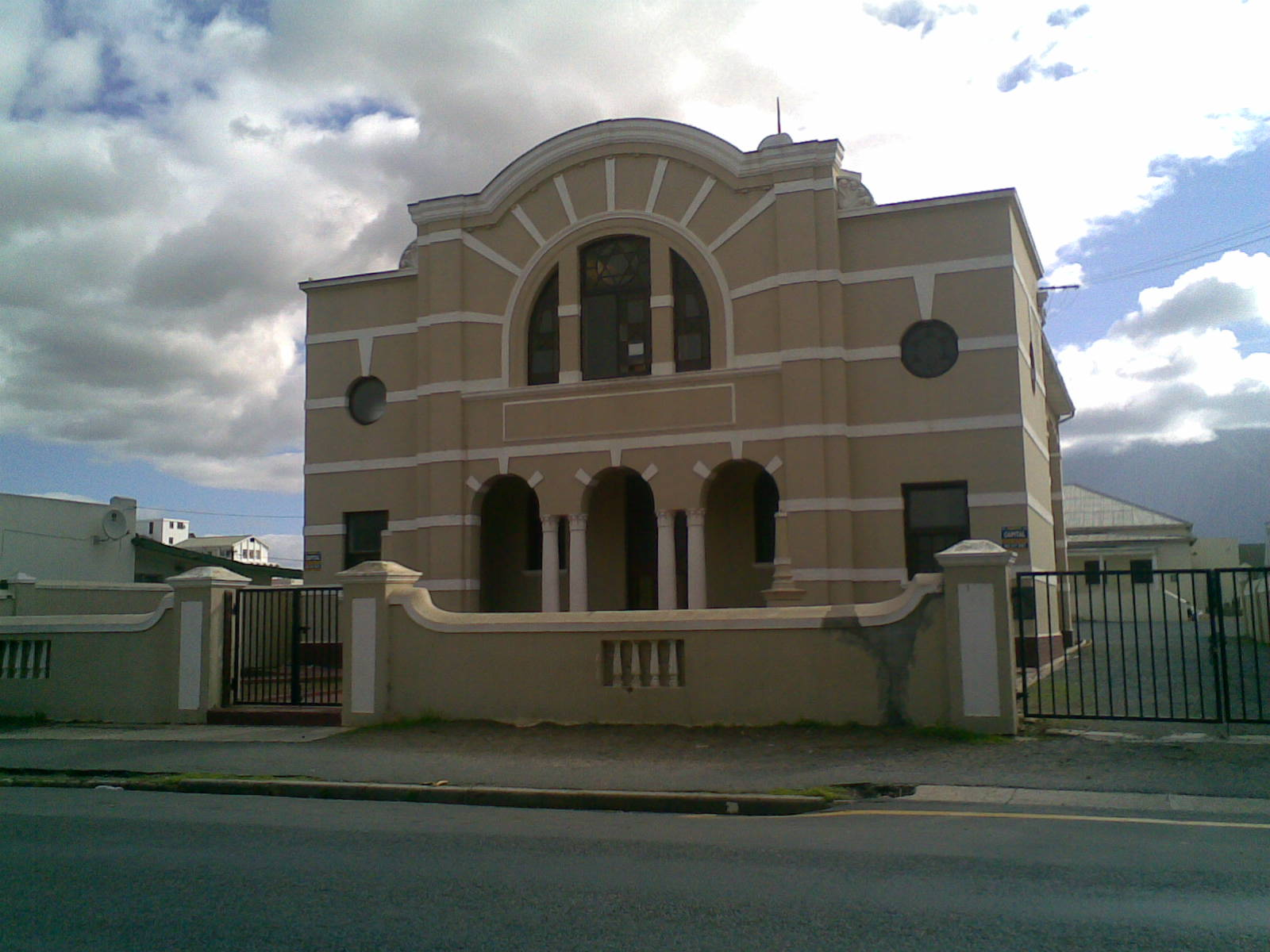
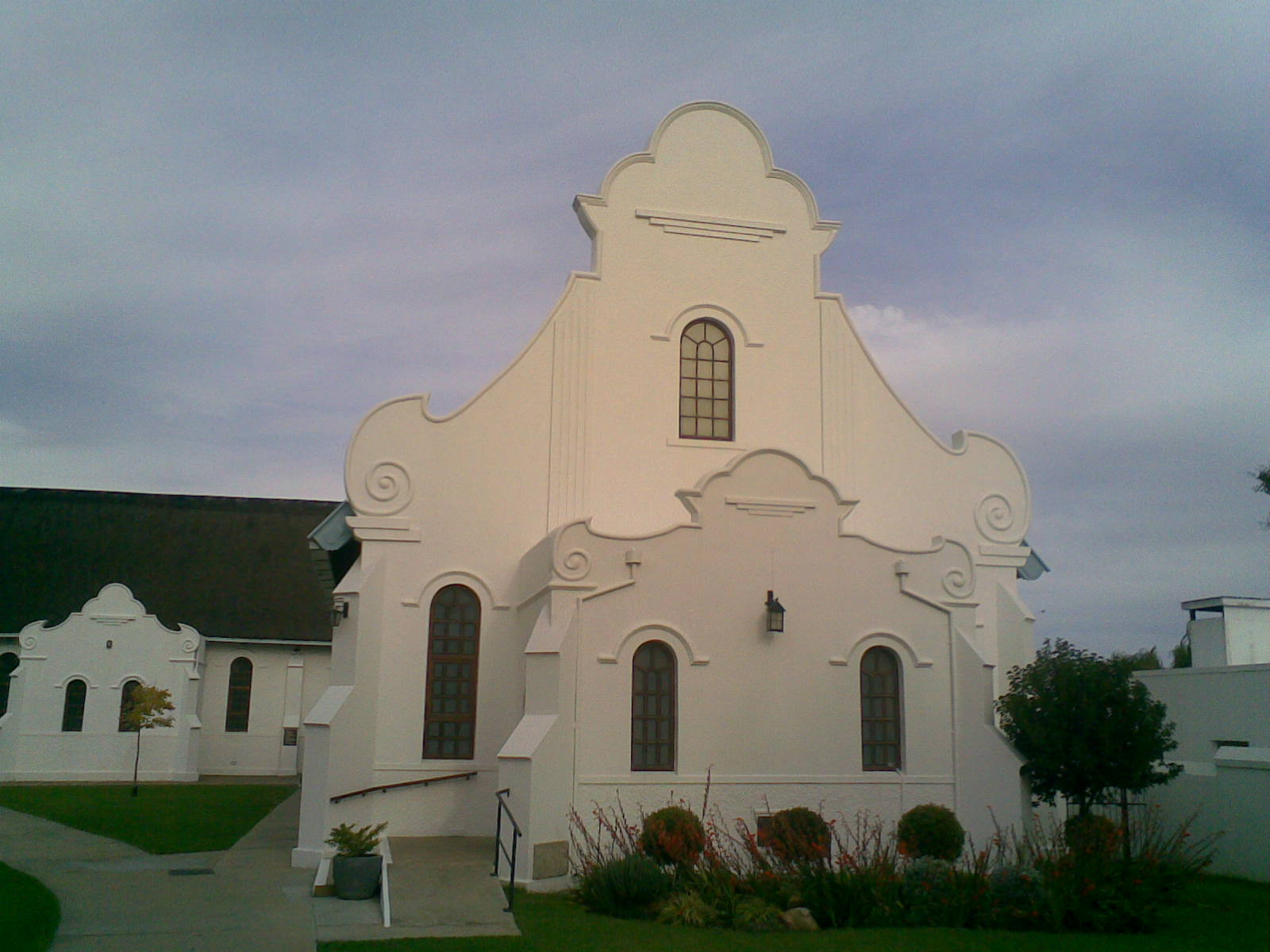
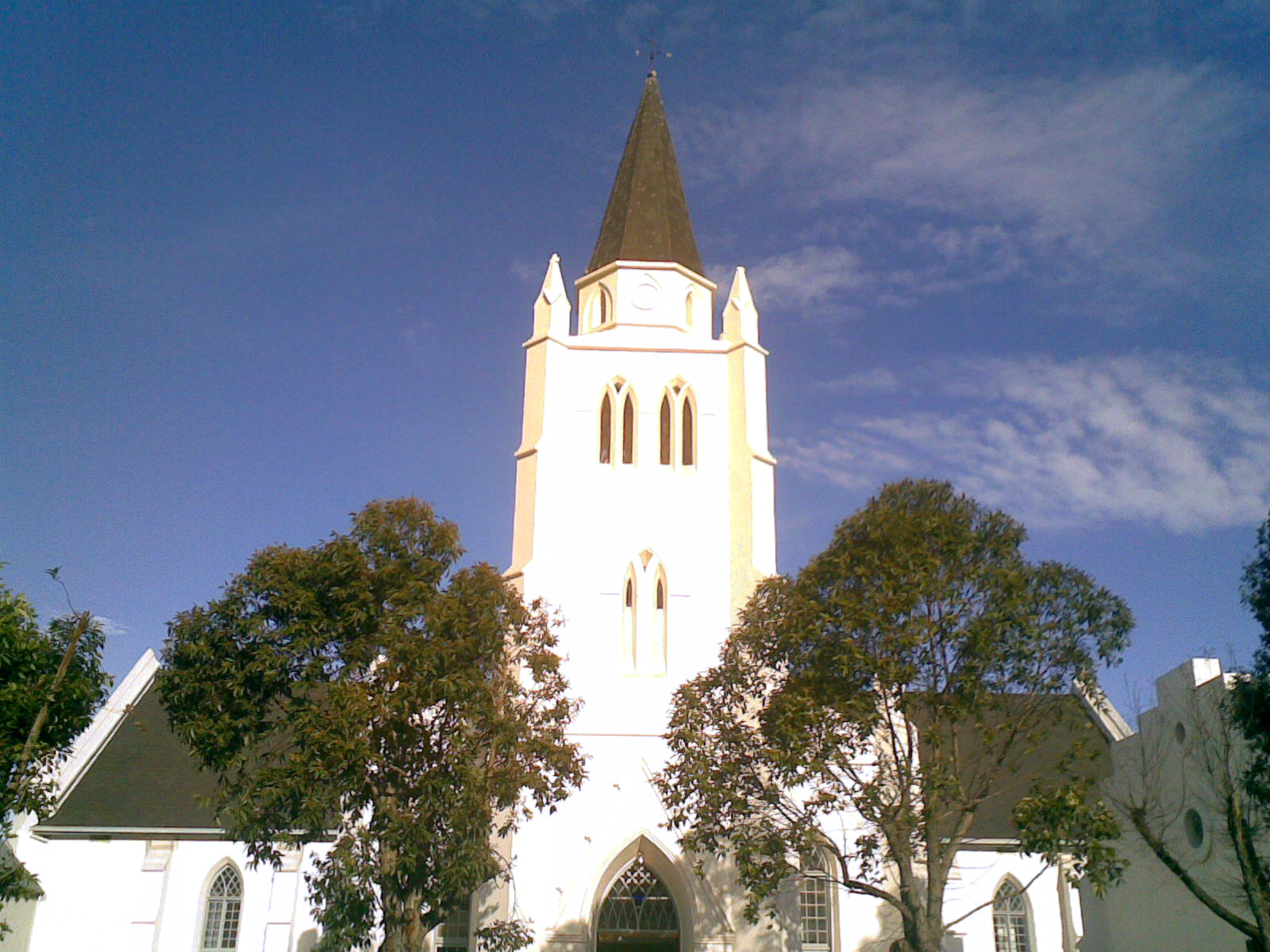
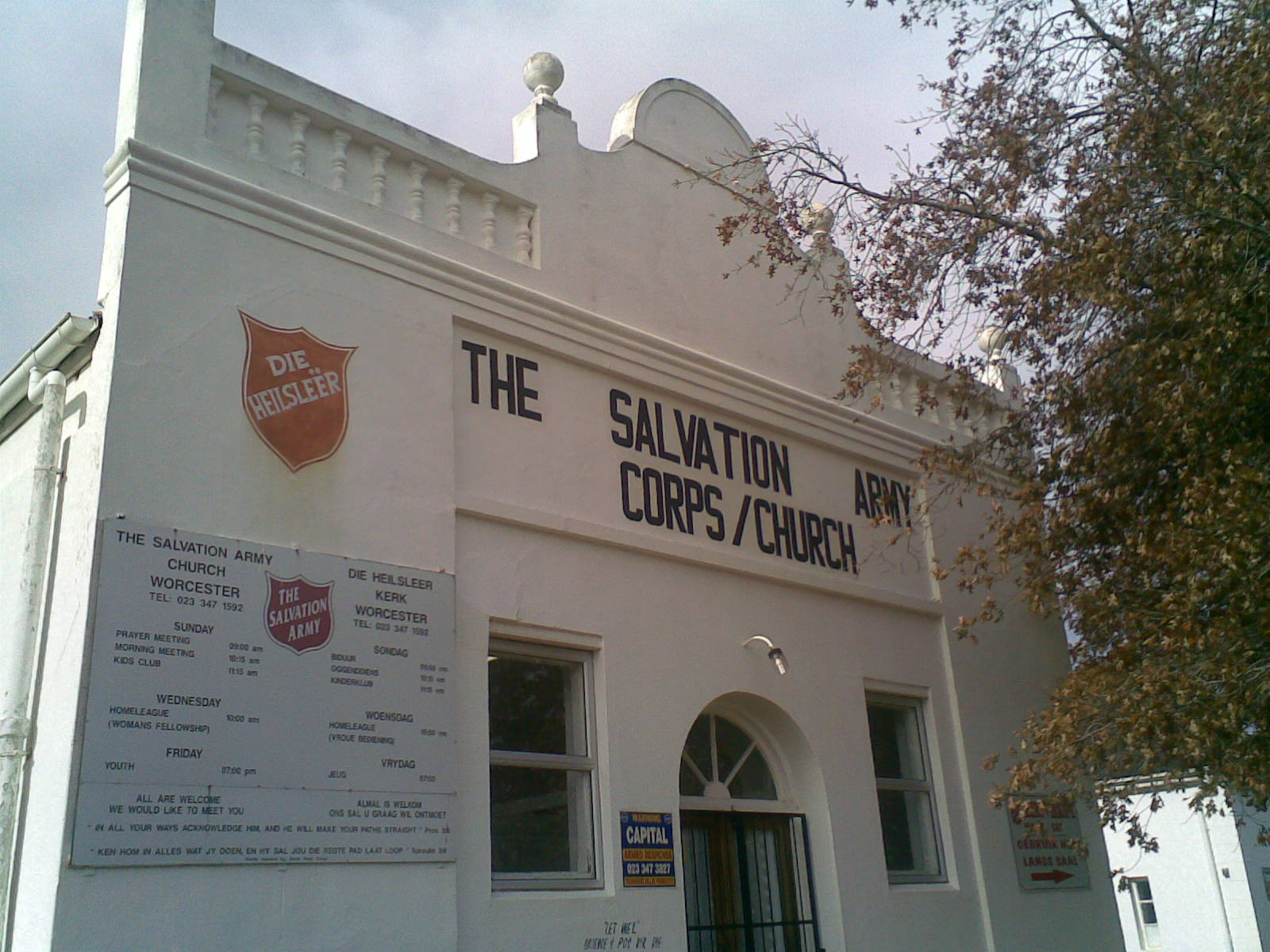
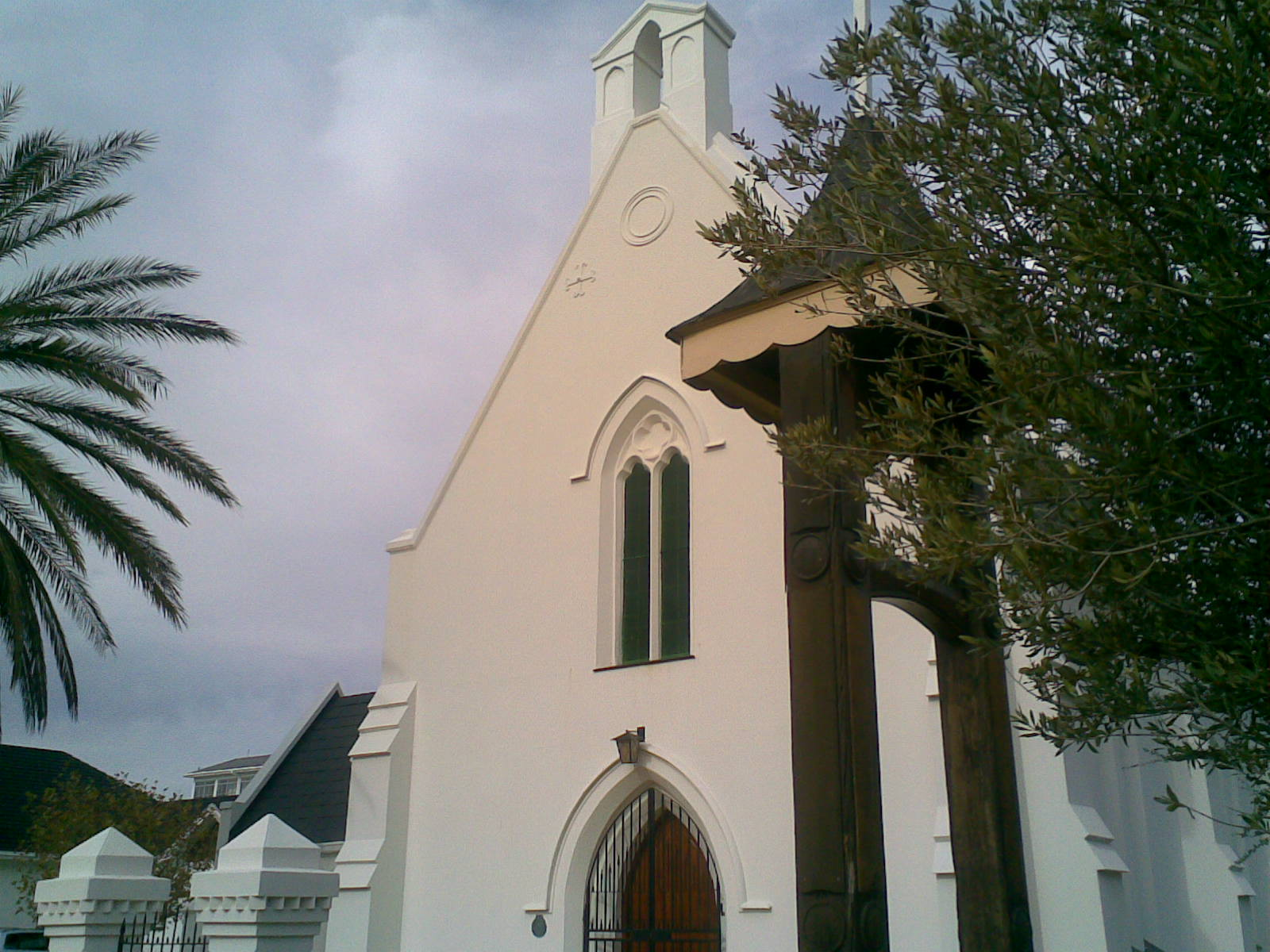

## أعلام
- كلود هندرسون
- تمارين غرين
- إدي فاولر
- هيني آدامز
- ديفيد كرامر